# هنري دونداس
كان هنري دونداس، الفيكونت الأول لميلفيل، عضو المجلس الخاص للمملكة المتحدة وعضو زمالة الجمعية الملكية لإدنبره (28 أبريل 1742 – 28 مايو 1811)، ولقب أيضًا بلورد ميلفيل منذ عام 1802، المساعد المؤتمن لرئيس الوزراء البريطاني ويليام بيت وأحد أبرز السياسيين في اسكتلندا أواخر القرن الثامن عشر.
لعب دونداس دورًا محوريًا في تشجيع التنوير الإسكتلندي ووقوع الحرب ضد فرنسا وفي توسيع النفوذ البريطاني في الهند. عين دونداس من قبل رئيس الوزراء بيت لوردًا للتجارة (1784 - 1786) ووزيرًا للداخلية (1791 - 1794) ورئيسًا لهيئة التحكم بقضايا الهند (1793 - 1801) ووزيرًا للحرب (1794 - 1801) واللورد الأول للقوات البحرية (1804 - 1805). بصفته زعيمًا سياسيًا، منحته سلطته البارعة وشبه المطلقة على السياسة الإسكتلندية خلال فترة طويلة لم يزر البلاد خلالها أي ملك لقب «الملك هاري التاسع»، و«المدير الأكبر لاسكتلندا» (وهو تلاعب لفظي على المنصب الماسوني السيد الأكبر لاسكتلندا) و«الملك غير المتوج لاسكتلندا». إلا أنه كان شخصية مثيرة للجدل بتعديله لمخطط إلغاء تجارة عبيد الأطلنطي، الذي طالب بإلغاء تدريجي لتلك التجارة. في تلك الفترة، سعى قادة حركة المطالبة بإلغاء تجارة العبيد بإنهاء فوري لها، في حين كانت المصالح الهندية الغربية تتعارض مع أي إلغاء لتلك التجارة.

## الخلفية والتعليم
ولد دونداس في إدنبره في 28 أبريل من عام 1742 في بيت عرف ب «أرض الأسقف» (مسكن سابق لأسقف القديس آندرو) في ضاحية رويال ميل. كان دونداس الابن الرابع للورد أرنيستون روبيرت دونداس ورئيس المحكمة المدنية العليا، من زوجته الثانية، آن جوردون، ابنة السير ويليام جوردون من إينفينجوردون. في البداية التحق بمدرسة دالكيث قبل أن تنقطع دراسته بسبب إصابته بالجدري، التي انتقل بعدها إلى الثانوية الملكية في إدنبره قبل أن يسجل في جامعة إدنبره ليدرس الحقوق.
في الوقت الذي كان ما يزال فيه طالبًا، كان دونداس عضوًا في تجمّع مراسلات جامعة إدنبره وشارك في اجتماعاتها وعاش أولى تجاربه في الخطابة العامة في المناظرات التي كان التجمع يقيمها.

## المسيرة القانونية
اختار دونداس مكاتبه القانونية في بداية شارع فلاشماركيت كلوز في ضاحية رويال ميل. ومع نيله في عام 1763 عضوية في هيئة المحامين، سرعان ما حصل على منصب بارز ضمن النظام القانوني الإسكتلندي. وأصبح المحامي العام في اسكتلندا في عام 1766، إلا أنه بعد تعيينه محامي اللورد في عام 1775، تخلى عن ممارسته للمحاماة ليصب تركيزه بصورة حصرية على الشؤون العامة.
منذ عامي 1776 و1778، عمل دونداس كمحام للعبد المحرر جوزيف نايت، الذين كان قد اشتري في جامايكا وأخذ لاحقًا إلى اسكتلندا. بصفته رجلًا شابًا حاول نايت الهروب من مالكه، وحين فشل بذلك بدأ معركة قانونية من أجل حريته. ذهبت القضية إلى أعلى محكمة مدنية في اسكتلندا حيث قاد دونداس فريق نايت القانوني في قضية نايت ضد ويدربورن. تلقى دونداس مساعدة من قبل أعضاء بارزين من حركة التنوير الإسكتلندي، وأيضًا من الكاتب سامويل جونسون، الذي كتب عنه جيمس بوسويل، كاتب سيرته الذاتية، في وقت لاحق: «لا أستطيع أن أوفي الخطاب الذي ألقاه السيد هنري دونداس في صالح قضية الغريب أسود البشرة حقه من المديح. ... وإني أعلن فعلًا، أنه قد أثار إعجابي في ما يخص هذه القضية، وأعتقد أن جمهوره بأكمله يشعر بمشاعري هذه التي أثارتها بعض أبرز خطاباته القديمة». حاجج دونداس أنه «مع انتشار المسيحية لدى مختلف الأمم، ألغيت العبودية»، وقال دونداس، مشيرًا إلى حكم سابق مناهض للعنصرية في قضية سومرست ضد ستيوارت في إنجلترا، أنه «كان يأمل أنه من أجل شرف اسكتلندا لن تكون المحكمة العليا في هذه البلاد المحكمة الوحيدة التي ستمنح موافقتها على مطلب بربري كهذا». وختم دونداس بالقول: «إن الطبيعة البشرية، حضرة اللوردات، ترفض فكرة العبودية تجاه أي نوع من نوعنا البشري». وكانت مناشدته أمام المحكمة العليا في اسكتلندا، وحكمت المحكمة: «إن السيطرة التي تمارس على هذا الأسود هي، بموجب قانون جامايكا، غير قانونية، ولا يمكن تأييدها في هذه البلاد بأي شكل». وكانت النتيجة قرارًا شكل نقطة تحول بإعلانه أنه لا يمكن أن يكون أي شخص يعيش على التراب الإسكتلندي عبدًا. وقال ميشيل فراي أن نجاح دونداس في قضية نايت ضد ويدربورن كان «محوريًا لا في منع استعباد السود فحسب، بل أيضًا منع القنانة المحلية في اسكتلندا».
حتى عام 1785، شغل دونداس منصب عميد كلية الحقوق. وكان سبّاقًا إلى نيل دكتوراه في القانون من جامعة إدنبره في 11 من شهر نوفمبر من عام 1789 وكان ممثلًا لهيئة الطلاب في جامعة جلاسجو منذ عام 1781 حتى عام 1783، وفي 2 من شهر فبراير عين مستشارًا لجامعة القديس آندرو. وكان أيضًا أمينًا لجامعة إدنبره وساوث بريدج.

## المسيرة السياسية

### الانتخاب للبرلمان: السنوات الأولى
في عام 1774، عاد دونداس إلى البرلمان عن دائرة ميدلوثيان، وانضم إلى حزب فريديريك نورث، وكان متحدثًا اسكتلنديًا فخورًا وسرعان ما تميز عبر خطاباته الواضحة والجدلية. عين دونداس محامي لورد في عام 1775. يظهر اسمه في دفتر محاضر الجلسات لنادي البوكر لعام 1776. في عام 1778، قام دونداس بمحاولة لاقتراح مشروع قانون يخلص الكاثوليكيين الإسكتلنديين من القيود المفروضة عليهم، إلا أنه تخلى عن المشروع نتيجة أعمال الشغب العنيفة التي شهدتها إدنبره وجلاسجو. وبعد شغله لمناصب صغيرة تحت قيادة ويليام بيتي، الإيرل الثاني لشيلبورن، وبيت، دخل دونداس مجلس الوزراء عام 1791 كوزير للداخلية.

### إلغاء تجارة العبيد
في 2 من شهر أبريل من عام 1792، قدم ويليام ويلبرفورس مؤيد إلغاء تجارة العبيد في مجلس العموم اقتراحًا «بإلغاء التجارة التي يقوم بها الرعايا البريطانيون بهدف الحصول على عبيد في سواحل أفريقيا». وكان دونداس قد قدم اقتراحًا مماثلًا في عام 1791، والذي تعرض لهزيمة ساحقة من قبل أعضاء البرلمان بمجمل أصوات عارضت القرار بلغ 163 صوتًا مقابل 88 صوتًا مؤيد له. لم يكن دونداس حاضرًا في ذلك التصويت، إلا أنه حين طرح مجددًا أمام أعضاء البرلمان في عام 1792، قدم دونداس عريضة وقع عليها سكان إدنبره ممن أيدوا إلغاء تجارة العبيد. ومن ثم مضى دونداس لتأكيد موافقته المبدئية على مشروع قانون ويلبيرفورس: «كان رأيي على الدوام ضد تجارة العبيد». إلا أنه حاجج أن تصويتًا على إلغاء فوري لتجارة العبيد سيكون غير مجد، إذ سيدفع إلى جعل تجارة العبيد تجارة سرية أو سيدفعها لتقع بين يدي الأمم الأجنبية، خارج سيطرة بريطانيا. وذكر: «ينبغي إلغاء هذه التجارة في نهاية المطاف، ولكن عبر إجراءات معتدلة». واقترح أن العبودية وأن تجارة العبيد يجب أن يلغيا بالكامل، واقترح نهاية للعبودية بالوراثة، التي كانت ستتيح للأطفال المولودين لمن ما يزالون عبيدًا أن يصبحوا أشخاصًا أحرار عند وصولهم إلى سن البلوغ. ومن ثم طرح تعديل يضيف كلمة «تدريجي» لمشروع قانون ويلبيرفورس. جرى تبني التعديل، وأقر القانون بإجمالي أصوات 230 مقابل 85 صوتًا. للمرة الأولى، صوت مجلس العموم لإنهاء تجارة العبيد.
بعد التصويت ب 3 أسابيع، قدم دونداس قرارات تضع خطة لتنفيذ تدريجي لإلغاء تجارة العبيد بنهاية العام 1799. في تلك الفترة أخبر دونداس مجلس العموم أن المضي في تنفيذ القرار بسرعة كبيرة سيدفع التجار وملاك الأراضي الهنود الغربيين إلى مواصلة تجارتهم «بطريقة مختلفة وعبر قنوات أخرى». وحاجج أنه «في حال منحت اللجنة الوقت المقترح، فيمكن إلغاء تجارة العبيد، في حين أنه لو لم نوافق على هذا الرأي، فأولادهم الذين لم يولدوا بعد لن يشهدوا نهاية لهذه التجارة». تجاهل أعضاء البرلمان هذه التحذيرات، وصوتوا لمصلحة إنهاء تجارة العبيد بحلول نهاية العام 1796. فشل مشروع القانون والقرار لاحقًا بالفوز بالتأييد اللازم من مجلس اللوردات، الذي أجل النظر في المسألة ومن ثم أسقطها كليًا.
اقترحت إجراءات بديلة في التسعينيات من القرن الثامن عشر. وتحدث دونداس ضد مقترحات معينة طرحت في عام 1796، في حين أكد على دعمه لإلغاء تجارة العبيد من حيث المبدأ، غير أنه امتنع عن التصويت. ارتبط فقدان الزخم بثلاثة سنوات من حرب جارية في ثلاث قارات، من بينها الحرب ضد فرنسا الثورية.
تطلب الأمر حتى عام 1807 ليصوت مجلس اللوردات لمصلحة إلغاء تجارة العبيد. وأشار المؤرخ ستيفان فاريل أنه خلال تلك الآونة، كان المناخ السياسي قد تغير، وكانت الفوائد الاقتصادية لإلغاء تجارة العبيد قد باتت واضحة. منع قانون تجارة الرقيق لعام 1807 الاتجار بالعبيد في الإمبراطورية البريطانية.